# Dongwu-kejsaren
Dongwu-kejsaren (东武帝; Dōngwǔ dì), personnamn Zhu Changqing (朱常清; Zhū Chángqīng), född 1616, död 1649, var en kejsaren i den kinesiska Södra Mingdynastin och regerade från 1648 till 1649. Innan han blev kejsare hade han titeln Prinsen av Huai.
På våren 1648 övertalades Zhu Changqing att förklara sig som kejsar Dongwu på ön Nan'ao i Guangdong. Ett år senare skickade kejsar Yongli-kejsaren ett sändebud som övertalade Dongwu-kejsaren att det är bäst att motståndsrörelsen mot Qingdynastin regeras av bara en kejsare. Dongwu-kejsaren avsa sig kejsartiteln, och avled senare samma år.
Dongwu-kejsaren hade en relativt liten inverkan på politiken under Södra Mingdynastin. Han fick tempelnamnet Jingzong (敬宗).

## Regeringsperioder
- Dongwu (东武), 1648–1649